# Sigmund Budzyn
Sigmund Budzyn (1 de Janeiro de 1916 - ) foi um comandante de U-Boot que serviu na Kriegsmarine durante a Segunda Guerra Mundial.